# Carballeda (Piñor)
Carballeda (llamada oficialmente Santa María de Carballeda) es una parroquia y un lugar del municipio español de Piñor, en la provincia de Orense, Galicia.

## Organización territorial
La parroquia está formada por nueve entidades de población:
- A Ponte
- Canices
- Carballeda
- Casarellos
- Córneas
- Derramada (A Derramada)
- Moire
- O Reino
- Pereira

## Demografía

### Parroquia
| Gráfica de evolución demográfica de Carballeda (parroquia) entre 2000 y 2023 |
|                                                                              |
| Datos según el nomenclátor publicado por el INE.                             |

### Lugar
| Gráfica de evolución demográfica de Carballeda (lugar) entre 2000 y 2023 |
|                                                                          |
| Datos según el nomenclátor publicado por el INE.                         |